# 일정

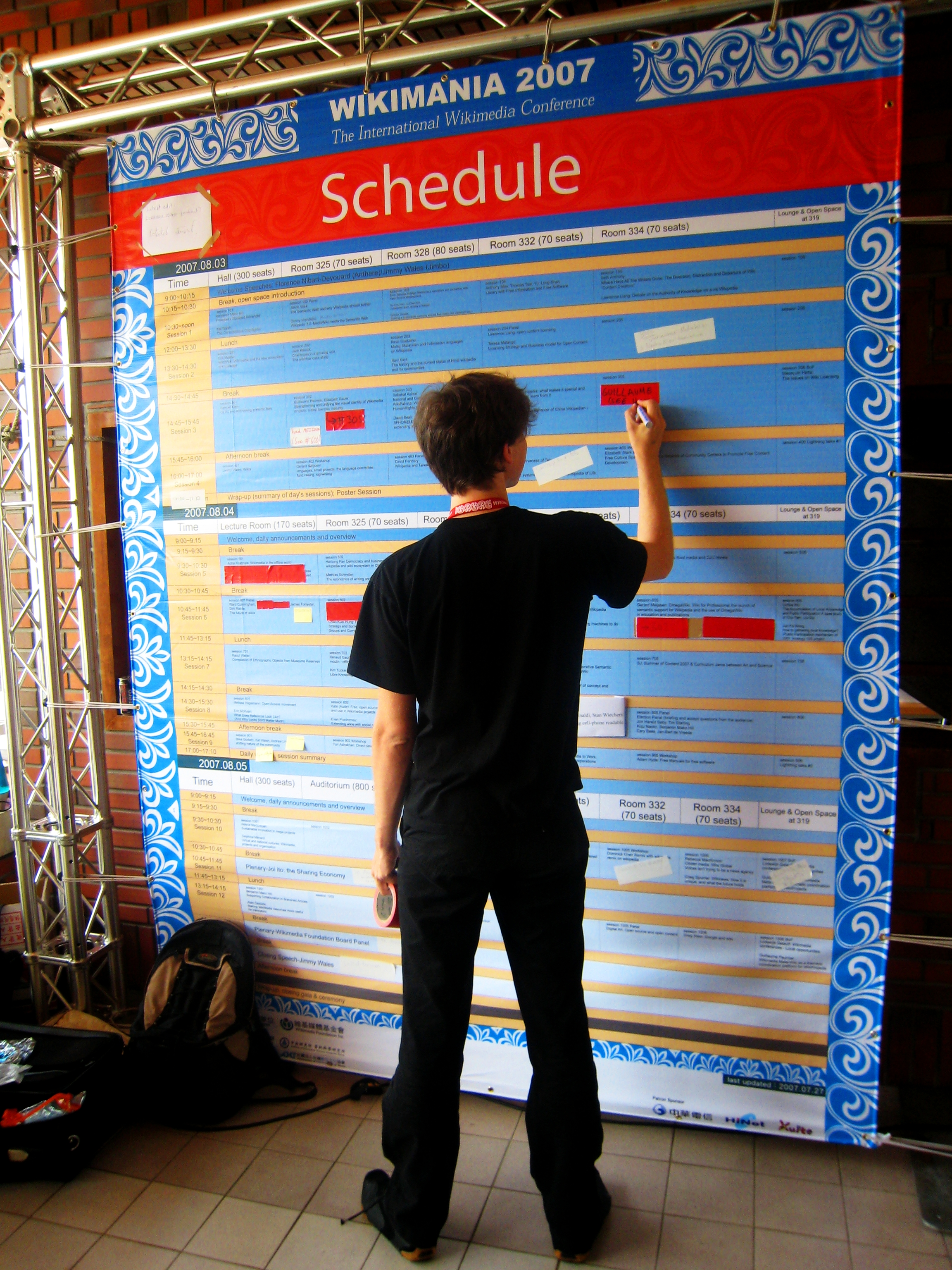
자원 봉사자가 위키미디어 2007에서 일정표를 손보고 있다.

일정(日程) 또는 스케줄(Schedule) 혹은 시간표(時間表) 혹은 타임테이블(Timetable)은 기본적인 시간 관리 도구 중 하나로, 앞으로 예정된 할 수 있는 일, 사건, 행위, 또한 이러한 일들의 발생을 시간 순서대로 나열한 시간 목록으로 구성된다. 일정을 만드는 작업, 즉 이러한 일들을 정렬하는 방법과 가능한 여러 일들 간의 자원을 투입하는 방법을 결정하는 것은 일정 관리 또는 스케줄링(Scheduling)이라고 하며, 특정한 스케줄을 만드는 일을 책임지는 사람은 스케줄러(Scheduler)라고 부른다. 또한 일정을 만들고 준수하는 일은 고대 인류의 활동이다.
인간 통제가 불가능한 환경 요소에 일상 생활 속 수행을 의존하는 경우 등의 일부 상황에서 일정은 불확실할 수 있다. 휴가를 보내거나 스트레스를 푸는 일을 시도하거나 휴식을 취하는 행위를 하는 사람은 특정 시간 중에 일정을 잡는 것을 고의적으로 회피할 수 있다.

## 같이 보기
- 대중교통 시간표